# 煙山ダム
煙山ダム（けむやまダム）は、岩手県紫波郡矢巾町大字煙山、一級河川・北上川水系岩崎川に建設されたダムである。
1947年（昭和22年）のカスリーン台風などで水害を引き起こしていた岩崎川をせき止めたアースダムで、1967年（昭和42年）に農林水産省東北農政局が管理する農林水産省直轄ダムとして完成した。現在の管理機関は岩手県農林部農村建設課で、管理所は矢巾町農林課である。